# Famille de Gometz
La famille de Gometz est une famille de la noblesse du XIe siècle, apparentée aux maisons de Montfort et de Montlhéry. Les seigneurs de Gometz ont d'abord été des vassaux des comtes de Blois-Chartres, aux frontières du pouvoir royal en Ile-de-France et entre les diocèses de Paris et de Chartres. Cette période est étudiée précisément dans une note de Raphaël Bijard qui ouvre de nouvelles perspectives.
Sous les rois Henri Ier et Philippe Ier, deux branches se distinguent, par les personnes et les biens :
- les titulaires des fiefs originaires de Gometz-la-Ville et Gometz-le-Châtel, Guillaume et Hodierne de Gometz, qui les transmettront à la maison de Montlhéry.
- une famille autour de Geoffroy de Gometz, proche de la maison de Montfort, installée entre La Mauldre et Mantes, à la frontière du Vexin, et qui donnera naissance à la maison de Neauphle-le-Château.

Leurs principaux membres font l'objet des articles suivants : 
1. pour la branche liée aux Montlhéry : Guillaume de Gometz ; Hodierne de Gometz
2. pour la branche liée aux Montfort : Geoffroy de Gometz ; Hilgod de Gometz